# تربة صودية
التربة الصودية (بالإنجليزية: Sodic soil)‏، هي نوعٌ من أنواع التربة التي تحتوي على نسبة عالية من الصوديوم. وهذا يُسبب ضعف في هيكلها وتكون غير مستقرة على الإطلاق، كما تتعرض خصائصها الفيزيائية والكيميائية إلى الضعف، مما يعيق تسرب المياه، وتوافر المياه، والنمو النباتي فيها. وتتواجد في الأماكن القاحلة وغير القاحلة.